# Aplicații cu panou fotovoltaic

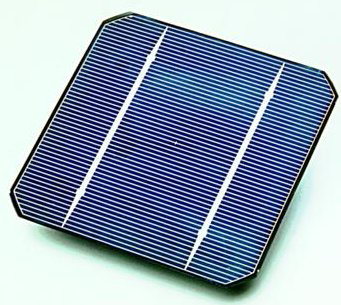
Celulă solară din siliciu monocristalin

Există o varietate de aplicații ce utilizează energia electrică produsă de către celulele solare pornind de la aparate de uz comun și ajungând până la tehnica spațială.

## Ceas de mână

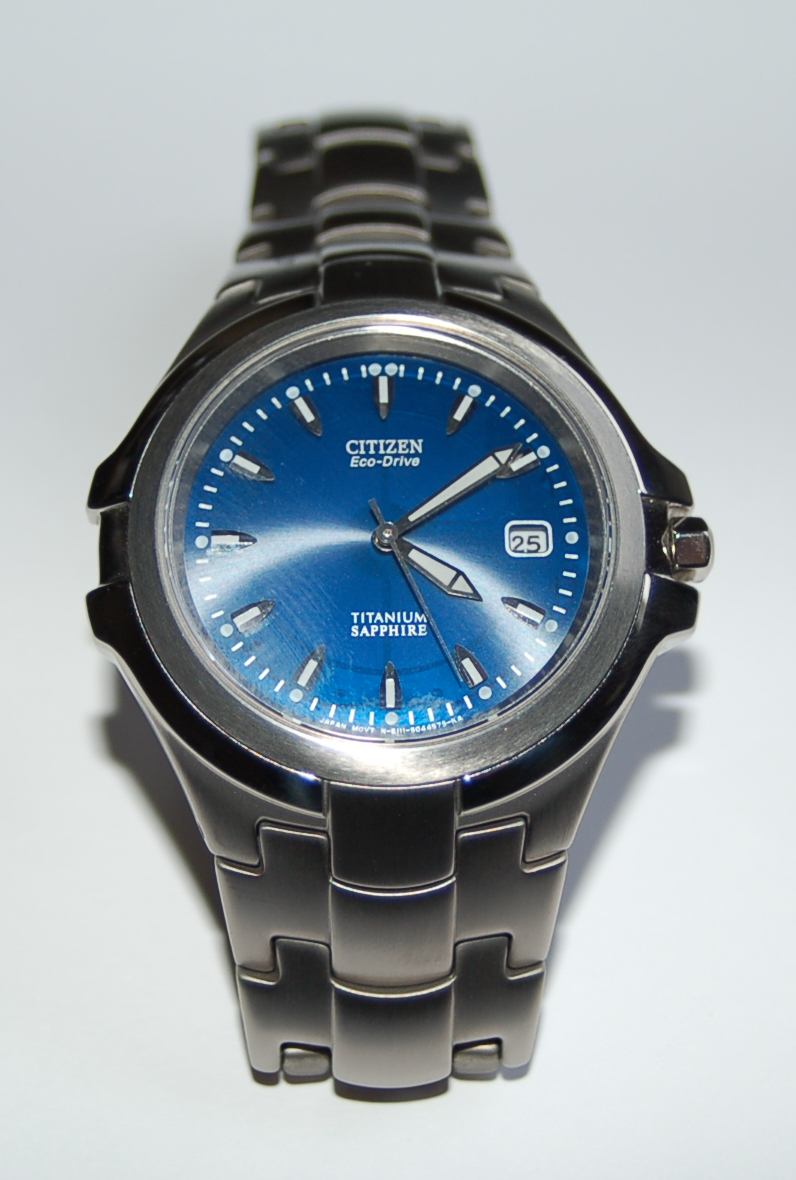
Ceas de mână Citizen

Ceasurile produse de firma japoneză Citizen sunt dotate cu o  celulă solară inclusă în cadran 
care încarcă un acumulator litiu-ion având o independență de 150-240 zile și care după o funcționare de 20 ani prezintă o scădere de capacitate de maximum 20%.

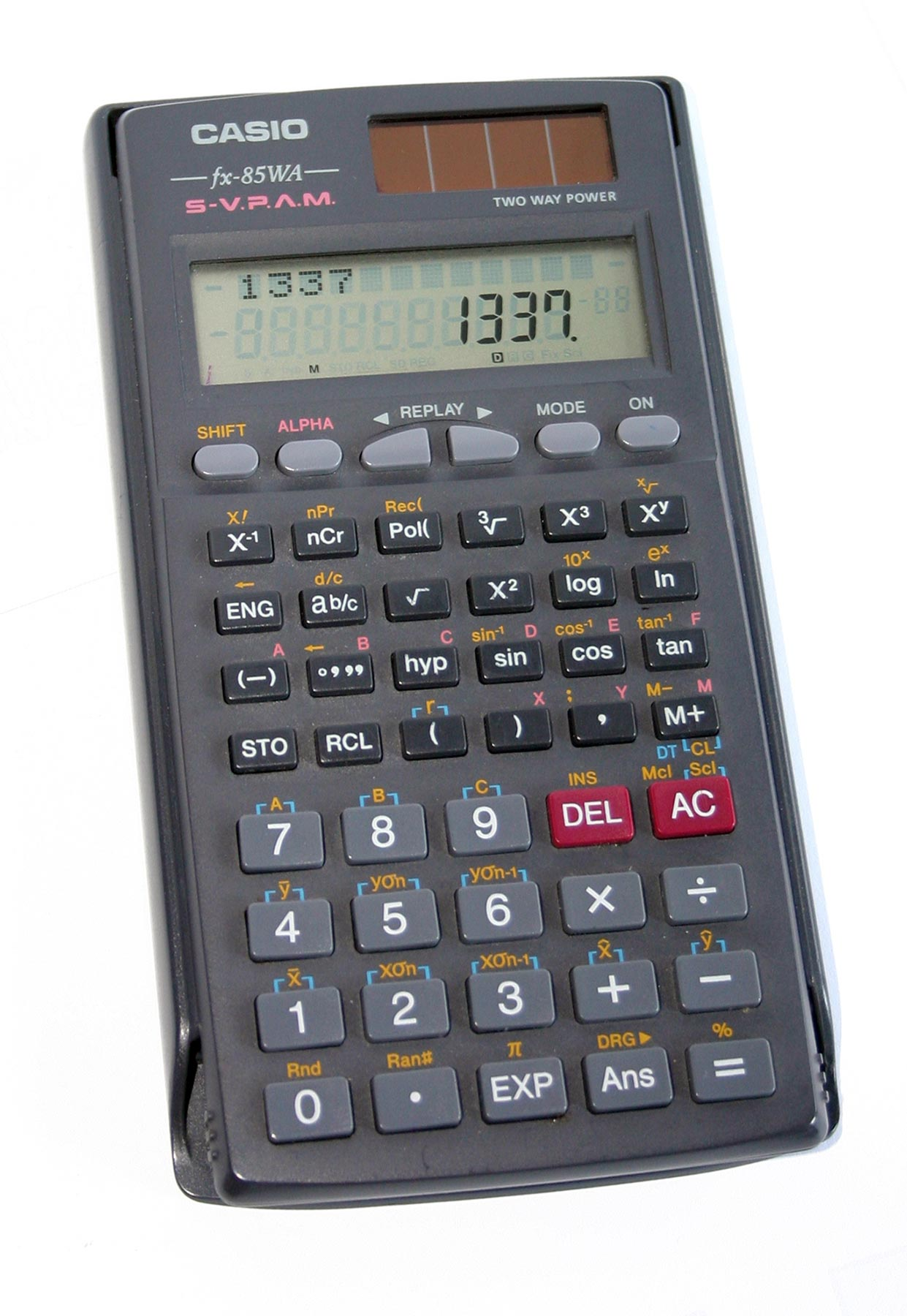
Calculator de buzunar științific Casio

## Calculator de buzunar
Calculatoarele  de buzunar pot dispune de alimentare dublă de la baterie și celulă solară sau alimentare simplă doar de la celule solare, caz în care pentru funcționare este nevoie de o iluminare relativ puternică.

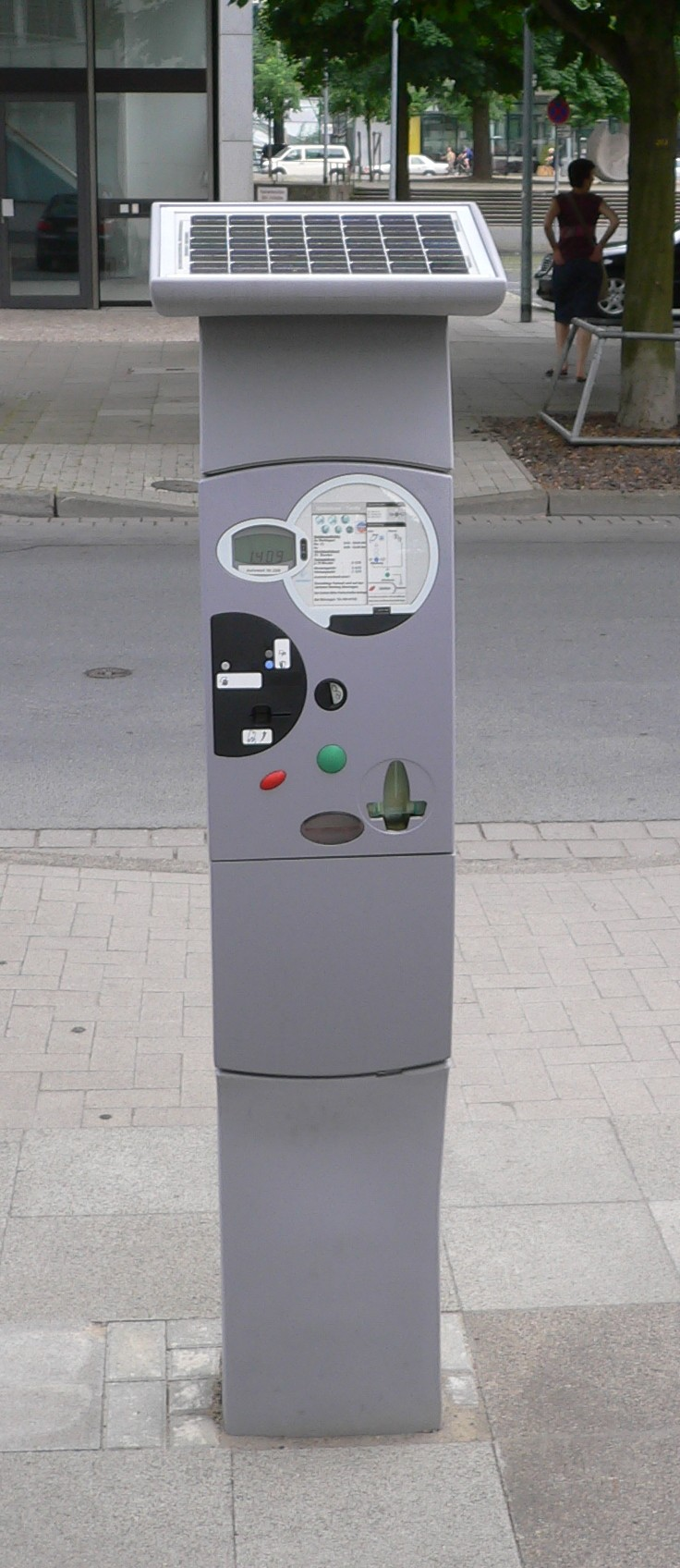
Aparat de taxare în parcare în Hanovra

## Aparat de taxare în parcări
Aparatele automate de taxare în parcări aparțin sistemelor cu alimentare autonomă având pe lângă un modul cu celule solare și cu un acumulator pentru a se asigura alimentarea continuă cu energie electrică.

## Lampion
Este compus din mai multe celule solare (ex. 36) îmbinate estetic formînd corpul lampionului ce încarcă un acumulator în cursul zilei care mai apoi alimentează o sursă de lumină noaptea. Este portabil, putând fi utilizat pemtru iluminare unui interior noaptea.

## Lampadar
Pe un stâlp de iluminare  se montează un panou solar de cca 40 Wc care alimentează o bateria de cca 50Ah. Acesta asigură o autonomie de cca 5 zile a 8 ore de noapte.  Aprinderea și stingerea luminii se asigură cu un programator inclus.

## Balize luminoase
Balize luminoase sunt corpuri de iluminat incluse în asfalt, ce emit o lumină difuză produse cu ajutorul unuia sau mai multor LED-uri pe baza energiei acumulate în cursul zilei prin intermediul celulelor solare. Dispun de o autonomie de 6-7 zile fără soare.

## Pompe de apă
Sisteme de panouri solare cu o putere electrică instalată cuprinsă între 80Wc și 1200 Wc ce alimentează prin intermediul unui panou de comandă pompe elicoidale cu o înălțime de pompare de 5-230m și un debit volumic de curgere de 0,8m³/ zi - 95m³/zi.

## Mijloace de transport

### Automobile solare

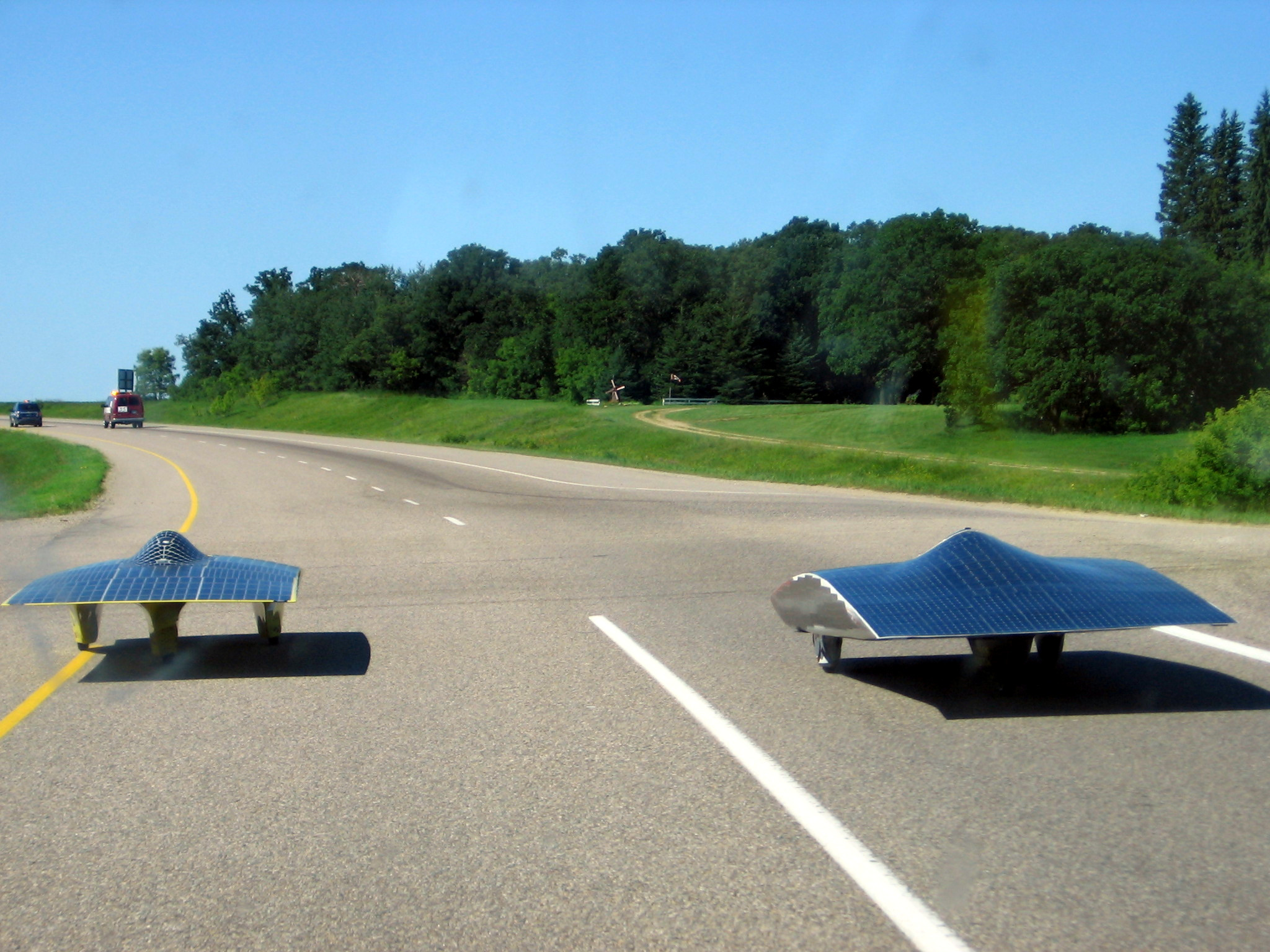
Automobilele solare de la Universitatea din Michigan și Universitatea din Minnesota la competiția Solar Challenge din America de Nord în 2005

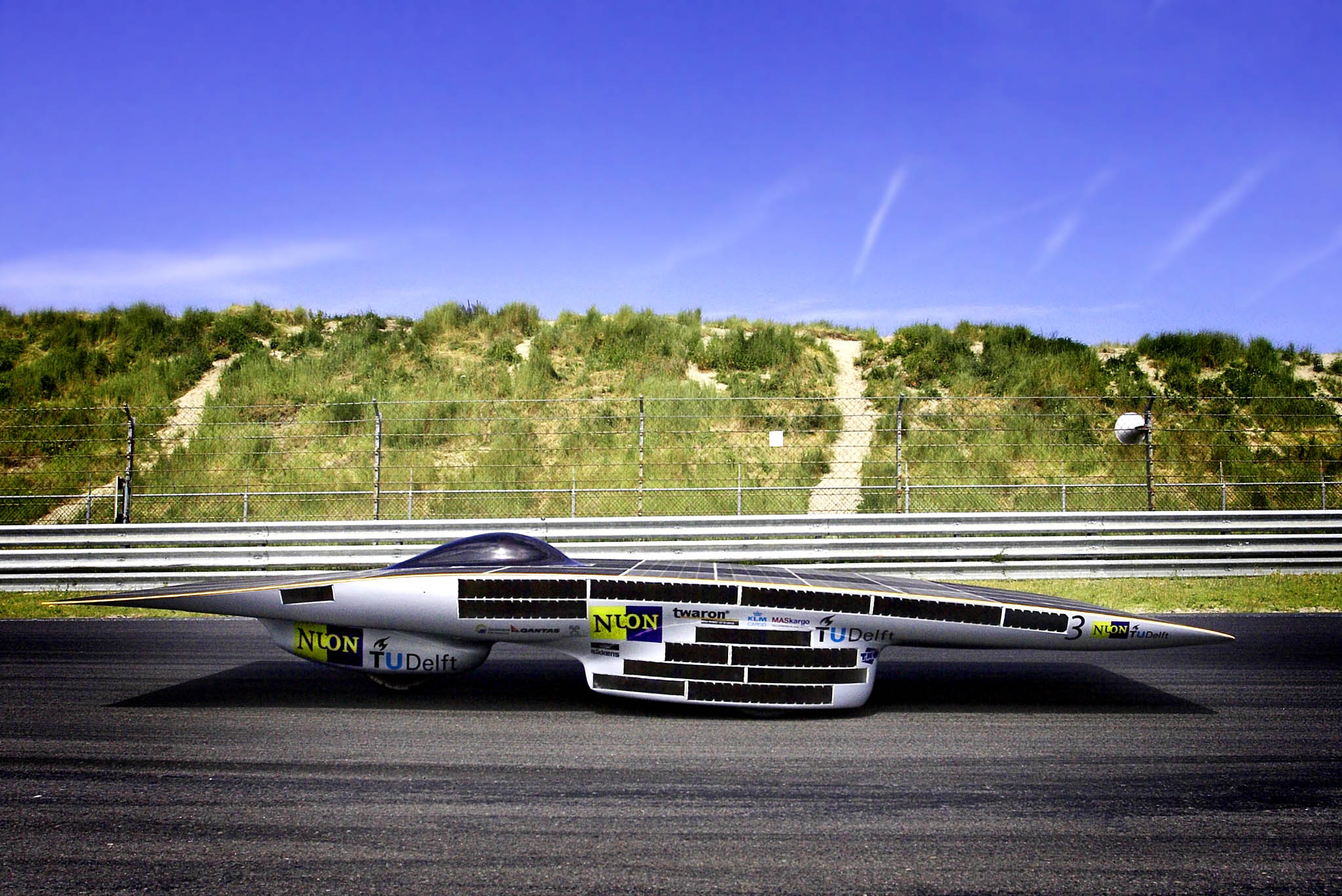
Automobilul solar NUNA3

Automobilele solare sunt construite utilizând rezultate din tehnica spațială, tehnologia de fabricație a bicicletelor, industria de automobile și tehnologia energiei regenerabile.
Cadrul este realizat din materiale compozite ușoare (fibră carbon, fibră de sticlă, Kevlar) asamblate prin lipire cu rășini epoxidice și este purtătorul a sute de celule solare legate între ele. Un astfel de ansamblu, într-o zi însorită, poate produce o putere de pînă la 2kW (2,6CP).
Firma Venturi AstroLab în 2006 intenționa să scoată pe piață primul automobil hibrid electro-solar în ianuarie 2008.

### Vehicule acvatice
La mijloacele de transport pe apă panourile solare se utilizează :

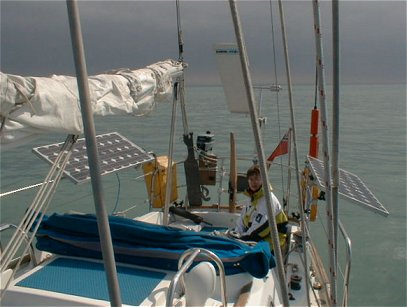
Alimentare bateriei de acumulatoare de bord

- Pentru generarea de electricitate stocată ulterior în acumulatoare pentru alimentarea utilităților de bord de exemplu în cazul ambarcațiunilor. De exemplu o baterie de acumulatoare se poate încărca de la panouri solare montate pe bord la un curent de 9A.

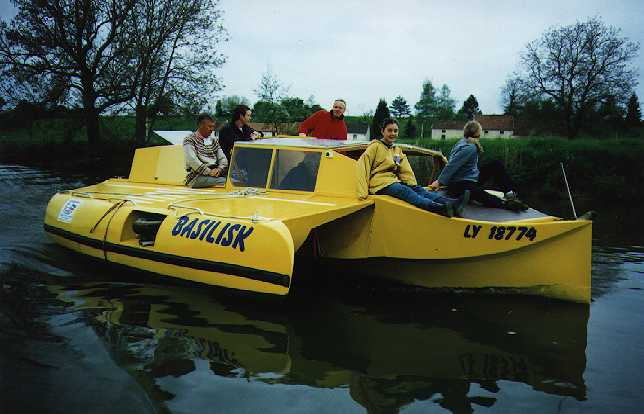
Trimaranul solar Basilisk2

- Pentru propulsarea  vasului, caz în care panourile solare acoperă o suprafață de obicei orizontală de tip acoperiș, sau chiar o parte din puntea vasului.

În 1989 trimaranul Basilisk efectua o croazieră pe circuitul Basel - Koblenz - Trier - Saarbrücken - Straßburg – Basel

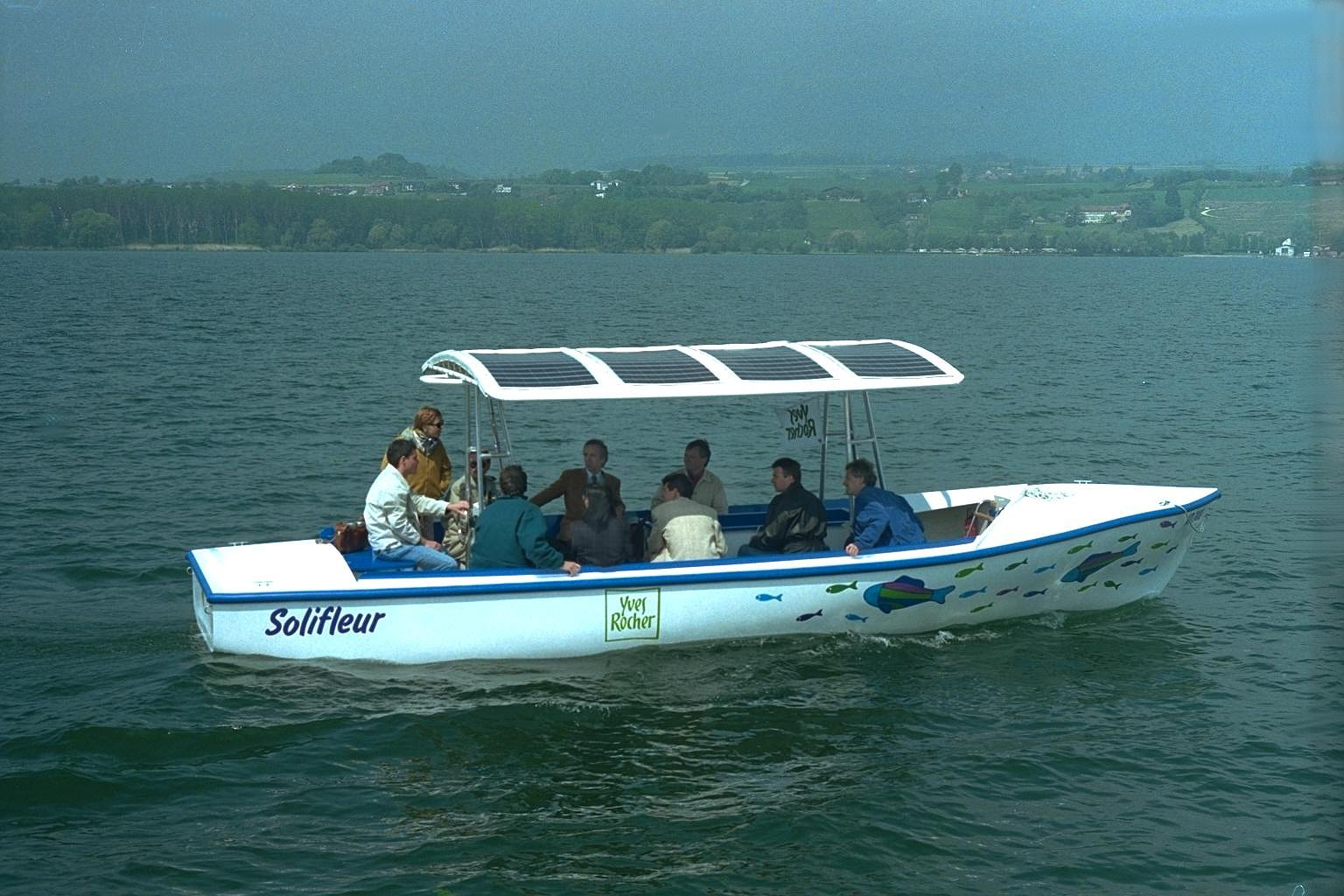
Vasul de pasageri Solifleur-Elvetia 1995

Primele vase comerciale datează din 1995, printre acestea fiind Solifleur construit la MW-Line in Yverdon, Elveția, cu o capacitate de transport de 12 persoane și care a efectuat curse pe lacul Neuchâtel. În staționare energia suplimentar produsă este livrată în rețea la 230 V.

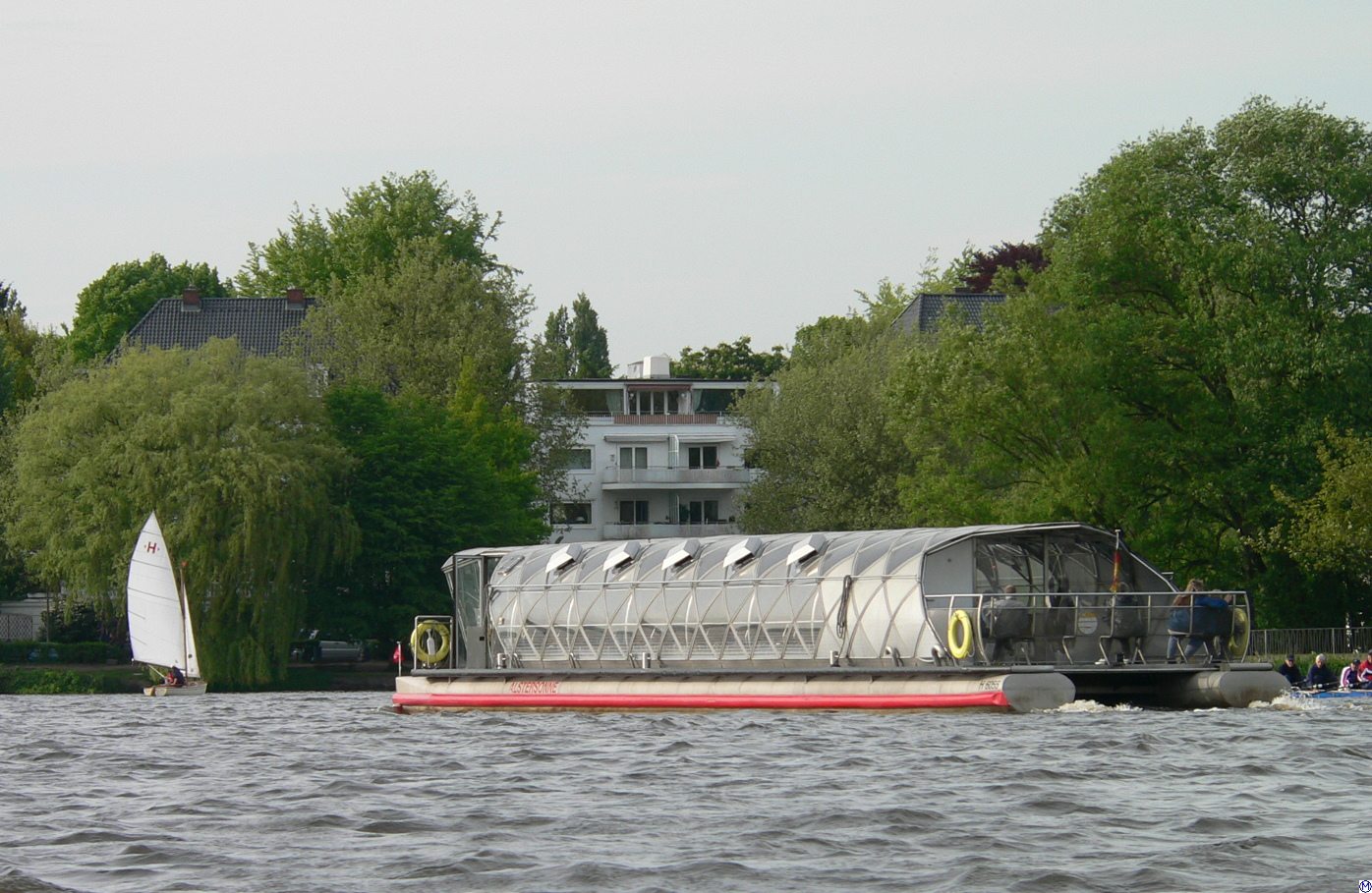
Vasul de pasageri Alstersonne

Din anul 2000 a fost pus în funcțiune catamaranul Alstersonne având o lungime de 26,53 m și o lățime de 5,30 m. Este propulsat de motoare de curent continuu de 2*8 kW. Este dotat cu 2 acumulatoare de 80 V pentru stocarea energiei necesare propulsiei cu o capacitate totală de 2380 Ah și 2 acumulatoare de 24 V pentru dotările de bord. Poate transporta 100 pasageri. Surplusul de energie se livrează în rețea în timpul staționării, iar în zilele noroase acumulatoarele se pot încărca din rețea.
Începută în 01/12/2006 ora locală 3.00 p m din Sevilia călătoria navei Sun 21, având la bord o echipă de 5 specialiști elvețieni, se termina cu succes în 08/05/2007 ora locală 3.00 p m în New York reușind traversare Oceanului Atlantic, propulsat exclusiv cu energie solară, după o călătorie cu 4 zile mai scurtă decât cea a lui Columb la descoperirea continentului american. 
Catamaranul de tip Aqua bus C 60 de 14 m lungime, 6,6 m lățime cu 6 locuri este propulsat de 2 motoare de curent continuu a câte 8 kW alimentate de un sistem de 2 module solare a câte 5kW și o baterie de acumulatoare de 520 Ah /C 5, 48 V DC. Viteza maximă este de 7 noduri (circa 13 km/h) iar cea de croazieră de 5 noduri (circa 9 km/h).

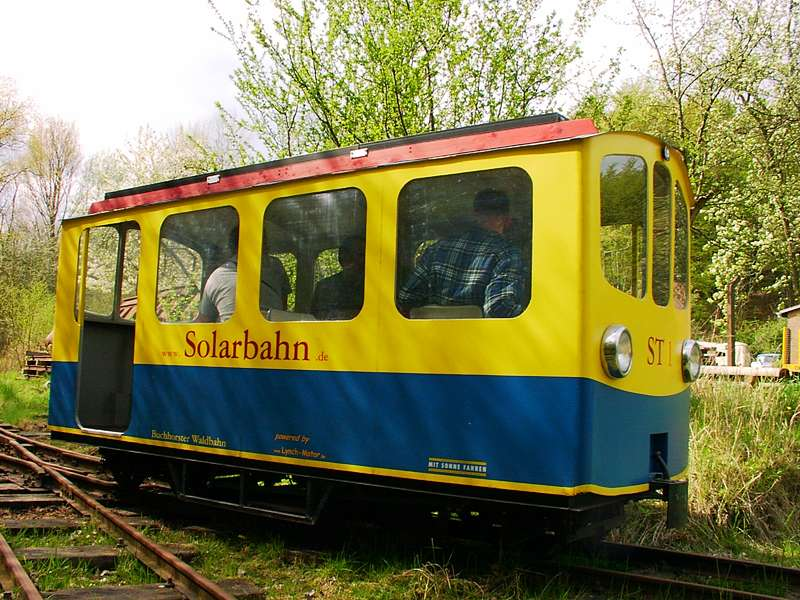
ELSE vagon propulsat cu energie solară

### Vehicule pe șine
Vagon autonom acționat de motor electric alimentat cu curentul produs de panouri solare și stocat într-o baterie de acumulatoare. ELSE este un vagon experimental cu 6-8 locuri. Puterea maximă de 3 kW este dezvoltată de un motor cu un randament de 95% la 24 V. Viteza de croazieră este de 15 km/h (teoretică maximă 50 km/h). Autonomia în condiții de umbră este de 60 km.

### Avioane
Avioane fără pilot
Primul avion cu o greutate de 12 kg a fost Sunrise I având o putere de 450 W furnizată de cca 1000 celule solare. A efectuat primul zbor la 4 noiembrie 1974.
A urmat Sunrise II la 27. 09. 1975 acționat de un motor de 600 W alimentat de 4480 celule solare.

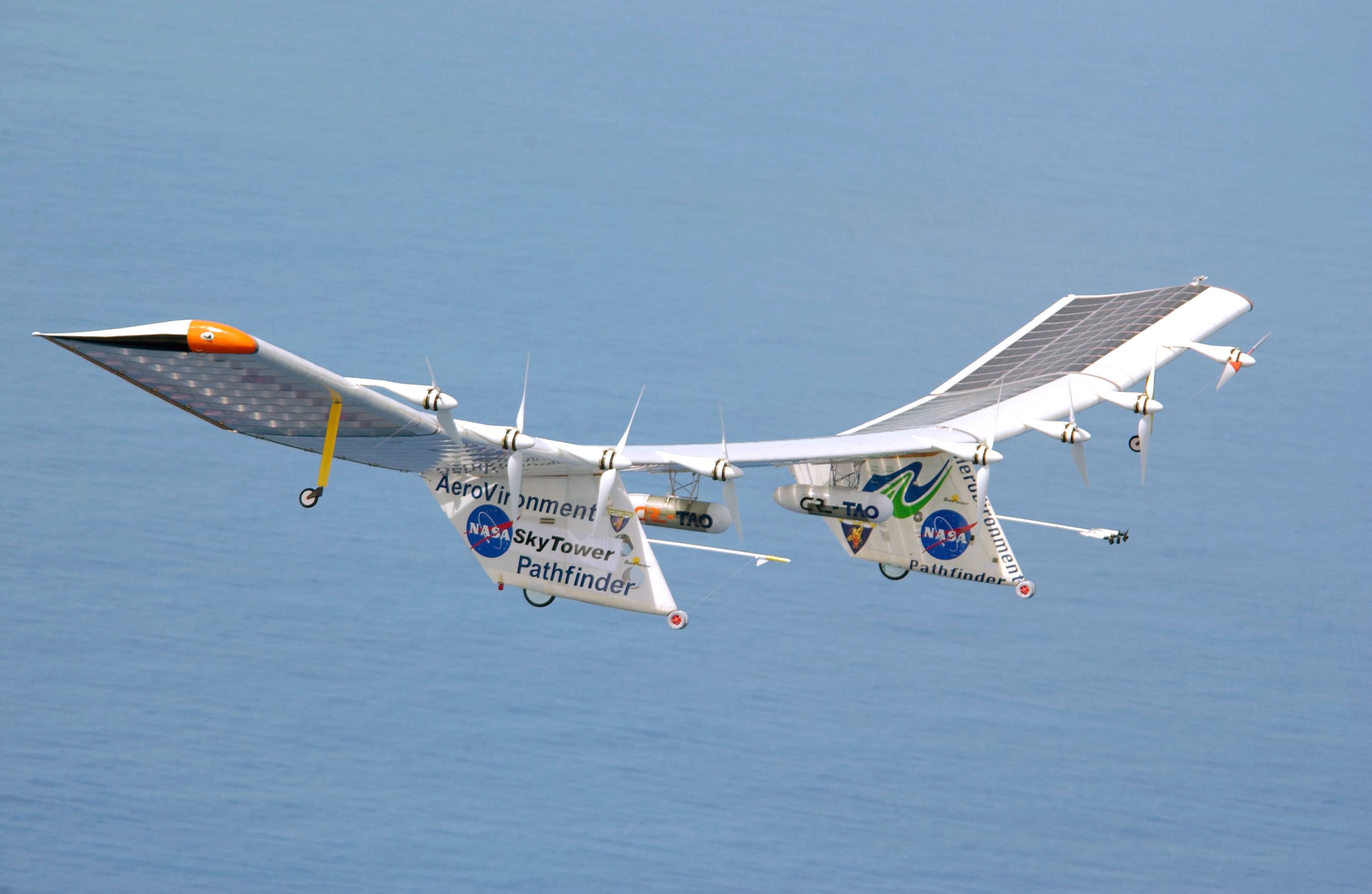
Avion fără pilot Pathfinder plus

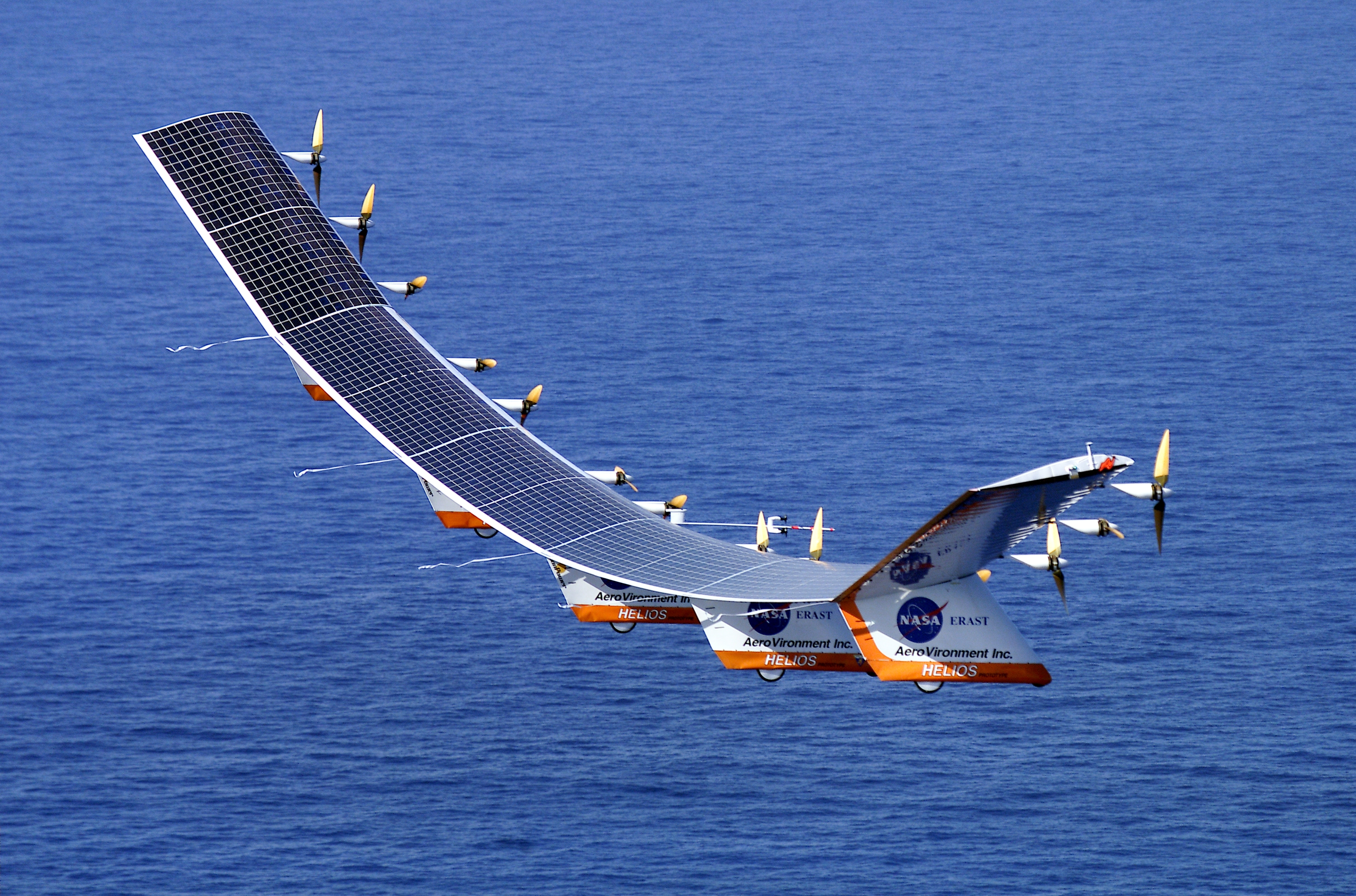
Avion fără pilot Helios

La 11 septembrie 1995 Pathfinder a realizat recordul de zbor  de 12 ore la 15.240 m altitudine corectat la 7 iulie 1997  la 21.802 m. În 1998 din Pathfinder  a rezultat Pathfinder_plus  cu o puterea instalată a celulelor solare de 7,5 kW alimentând 6 motoare cu o putere de 1,5 kW fiecare.
Avionul fără pilot HELIOS cu o greutate de 580 kg avea suprafața acoperită cu 66000 celule solare cu randamentul de 22% și o putere de 35 kW. Viteza de zbor era de 30 până la 50 km/h. Helios s-a prăbușit la 29 mai 2003 lângă Hawaii în oceanul Pacific
Avioane cu pilot
In 1979 Gossamer Penguin a efectuat primul zbor cu pilot la o înălțime de 4 m având o putere de 600 W.
Primul avion solar se consideră a fi Solar Challenger cu care s-a reușit la 7 iulie 1981 traversarea canalului mânecii lăsând în urmă 163 mile după un zbor la o altitudine de 3000 m.
Solair I a efectuat la 21. August 1983 un zbor de 5 h 41 m.
Solair II cu o putere de 1600W a efectuat primul zbor de test reușit.

Bertrand Picard intenționează ca în 2010 să traverseze oceanul Atlantic, iar în 2011 să înconjoare globul cu un avion solar având o suprafață de cca 250mp acoperită cu celule solare din siliciu monocristalin de 130μm grosime și un randament de 20%.

### Sateliți

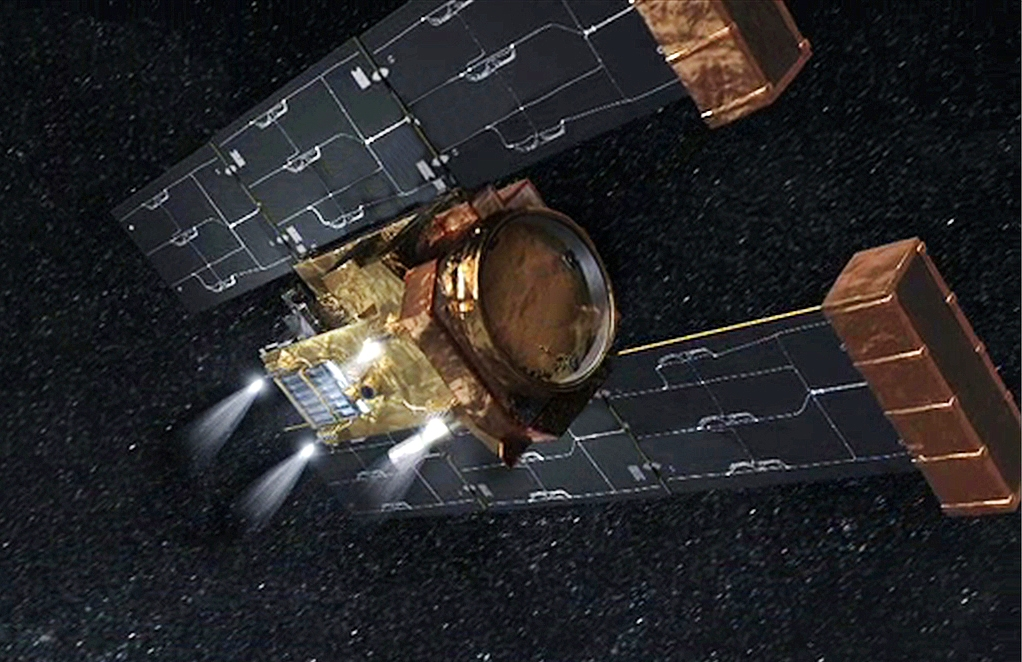
Satelitul STARDUST

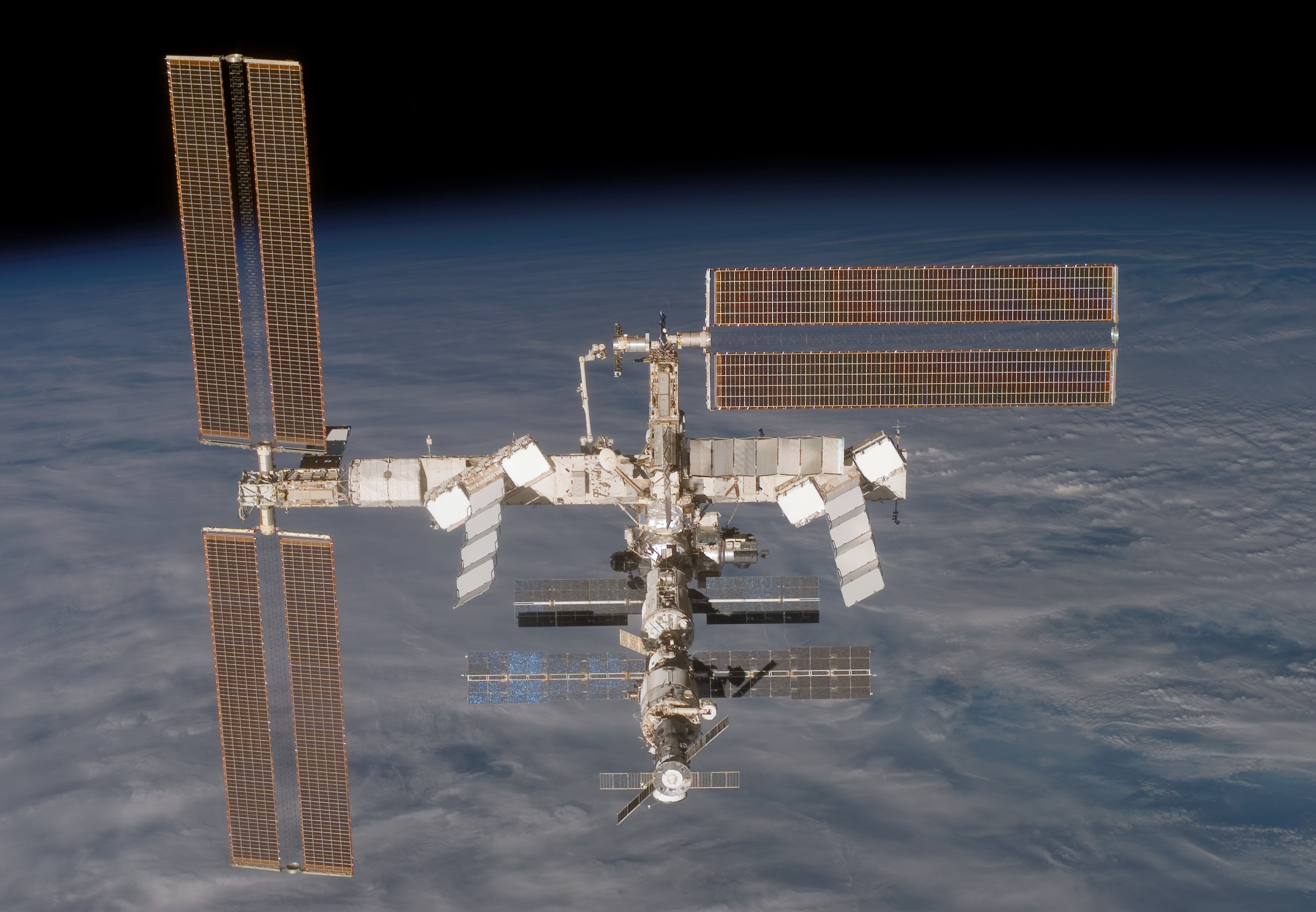
Stația Spațială Internațională în anul 2006

Satelitul STARDUST are o suprafață de panouri solare de 6,6 mp ce stochează energia necesară în perioda de umbră în acumulatoare de  nickel-hydrogen (NiH2) cu o capacitate de16 Ah
Stația Spațială Internațională (ISS) este alimentată cu energie electrică având ca sursă celule solare ce echipează 8 panouri desfășurate pe o lungime de câte 35,05 m lungime și 11,58 m lățime cu o masă de 1,1 T fiecare. Celulele solare pe o aripă sunt în număr de 32800 așezate în rânduri de câte 400. Un panou furnizează stației 32,8 Kilowatt energie electrică, la o tensiune reglată la 140 V prin Utility Transfer Assembly (UTA). Pe perioada de eclipsă (35 min din fiecare 90 min a rotației pe orbită). Energia este stocată ăn baterii de nichel-hidrogen proiectate pentru 38.000 cicluri de încărcare descărcare respective o durată de viață de  6,5 ani. Pentru maximizarea puterii furnizate panourile sunt orientate permanent către soare de sistemele BGA (Beta Gimbal Assembly) și SARJ (Solar Alpha Rotary Joint)

## Utilizare casnică

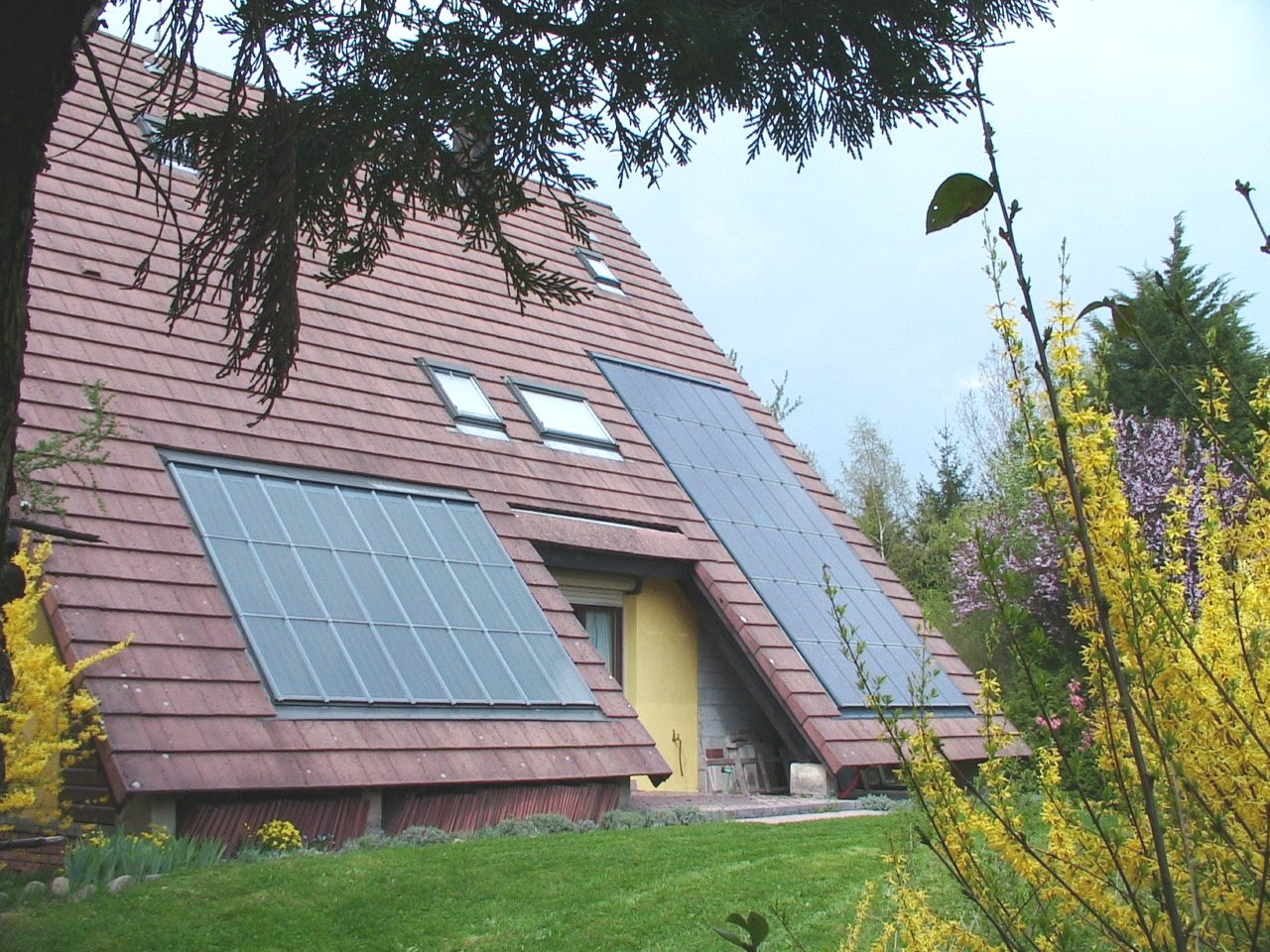
Colectoare solare (stânga) și panouri solare (dreapta) integrate în acoperiș

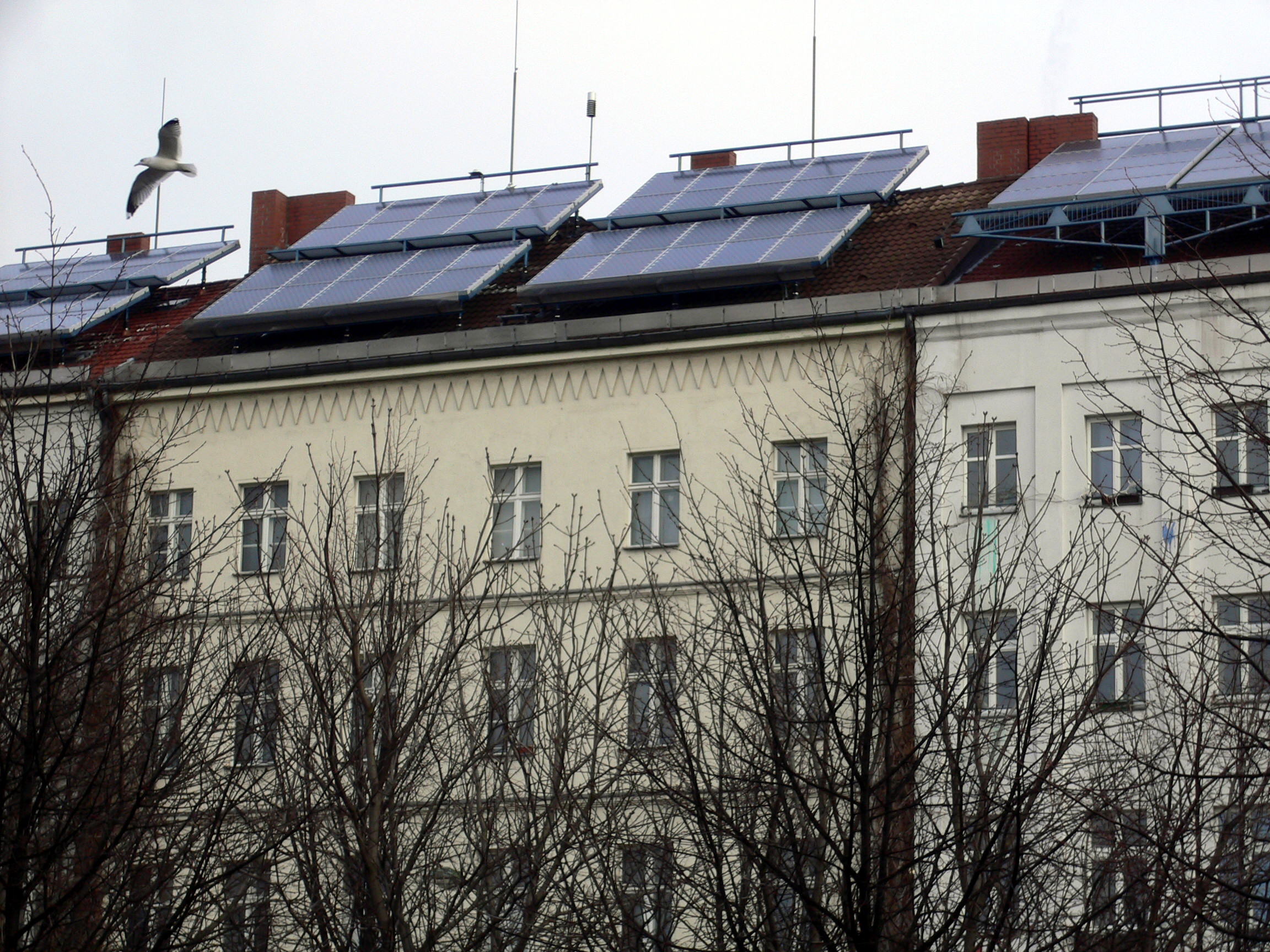
Panouri solare pe acoperiș de bloc

În utilizarea casnică panourile solare au o importanță mai mare în cazul locuințelor izolate fără racord la rețeaua de curent alternativ. În general în sistemele mai evoluate, opțional pe lângă panouri se mai montează: 
- o baterie de acumulatoare pentru a putea livra energie și în lipsa luminii solare
- un regulator de tensiune pentru prevenirea supraîncărcării bateriei
- un dispozitiv de deconectare în cazul descărcării sub limită a acumulatoarelor
- un dispozitiv de măsurare ce indică direcția de alimentare și cantitatea de energie produsă/consumată
- în cazul utilizării de consumatori de curent alternativ, este nevoie și de un invertor. În acest caz la locuințele racordate la rețeaua de curent alternativ teoretic ar exista posibilitatea eliminării din schemă a bateriei de acumulatoare, energia suplimentară fiind măsurată în ambele direcții (la surplus sau lipsă).

Proiectul model al blocului 103/104 din Berlin-Kreuzberg în condițiile din Germania a condus la o scădere cu cca 50 Pf a costului energiei. Pe o suprafață de 240 m2 213 panouri solare cu o eficiență de 16 % produc 20 kW energie electrică însumând 14 000 kWh pe an.

## Utilizare industrială

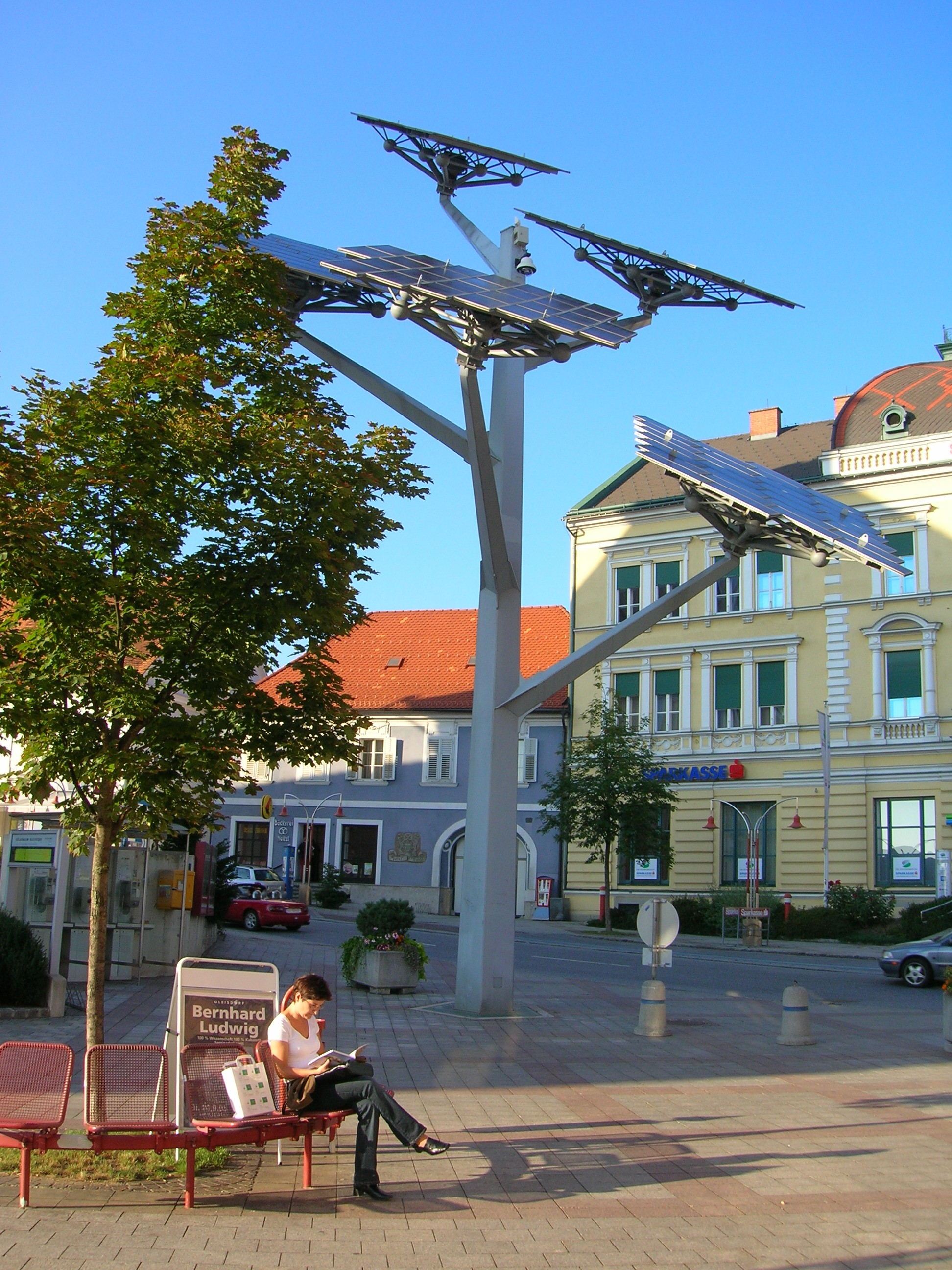
Arbore solar în Styria, Austria

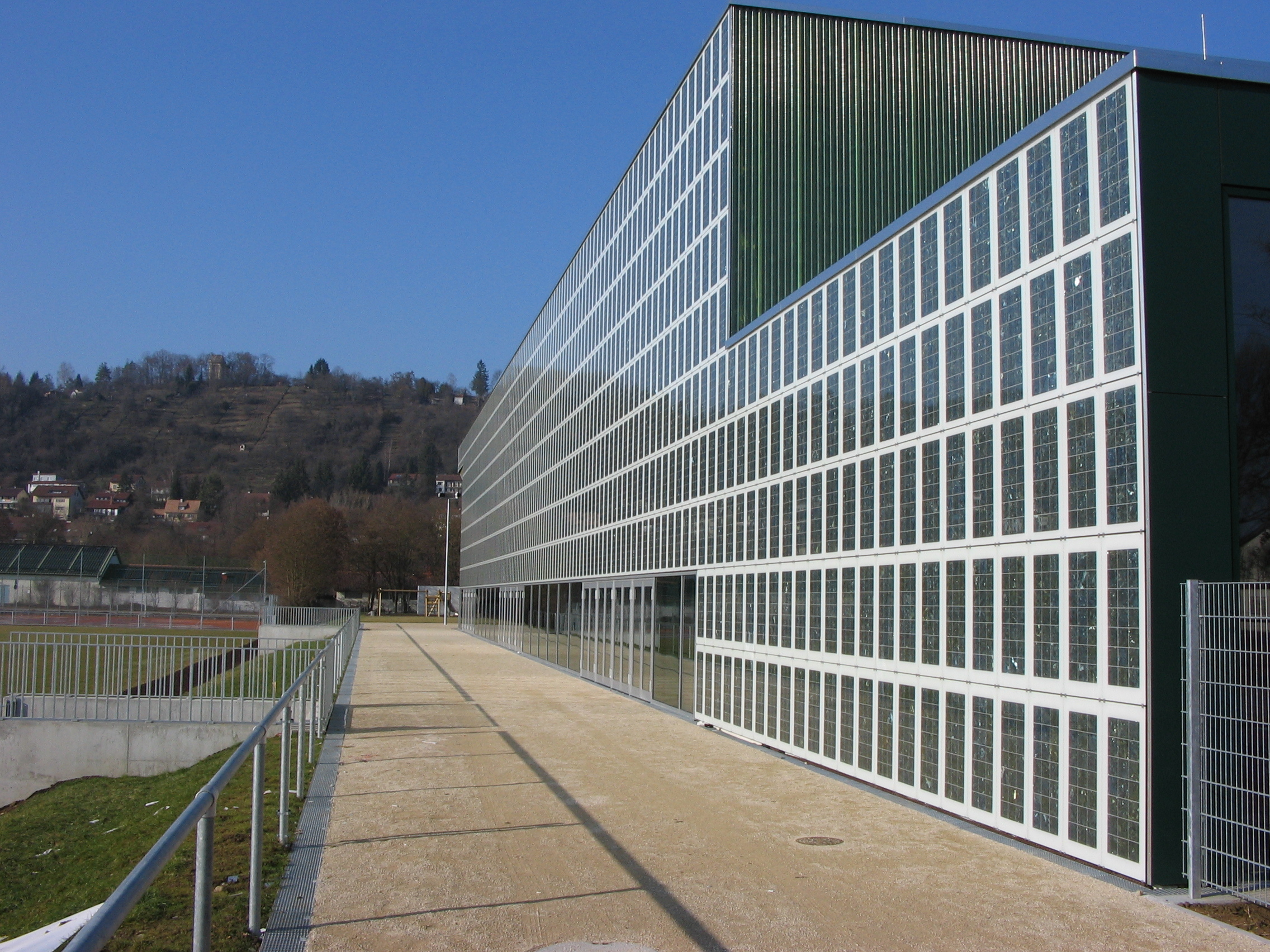
Panouri solare pe fațada halei de sport din Tübingen

Panourile solare sunt utilizate pe scară tot mai largă la producerea de curent electric ca surse principale/secundare în cazul clădirilor.
Dat în funcțiune din anul 1984 acoperișul din panouri solare al Universității din Georgetown situat în centrul dens populat al Washingtonului produce anual energie electrică în valoare de 60000$.
Fața sudică a clădirii din Tübingen/Germania terminată în anul 2004 a fost acoperită cu 970 panouri fotovoltaice cu o putere instalată de 43,7 kW și o energie estimată la 26000 kWh anual.
Din 1998 în Gleisdorf, Austria, pe strada energiei solare se găsește arborele solar înalt de 17,3 m, o structură de oțel de 12,7 t pe care se află montate 140 panouri solare cu o producție anuală de 6650 kWh cu care se alimentează 70 de stâlpi de iluminare.

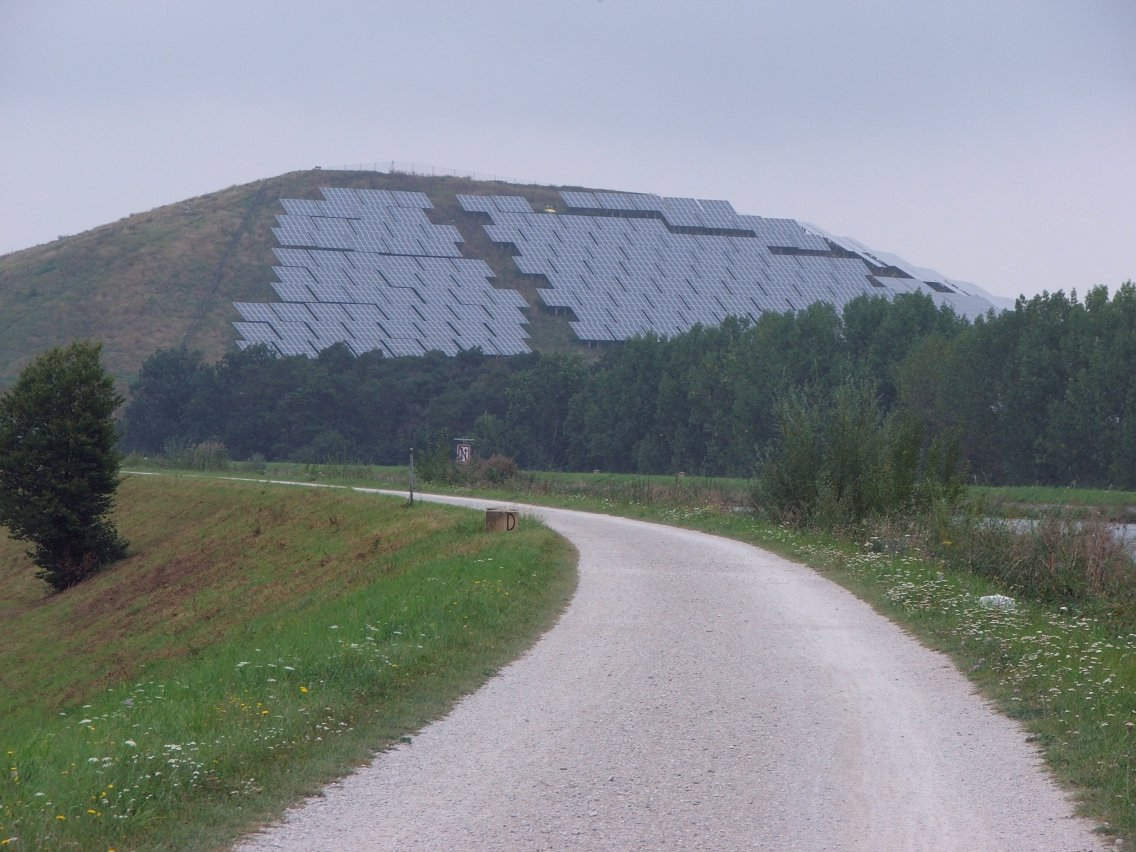
Centrală solară în Atzenhof

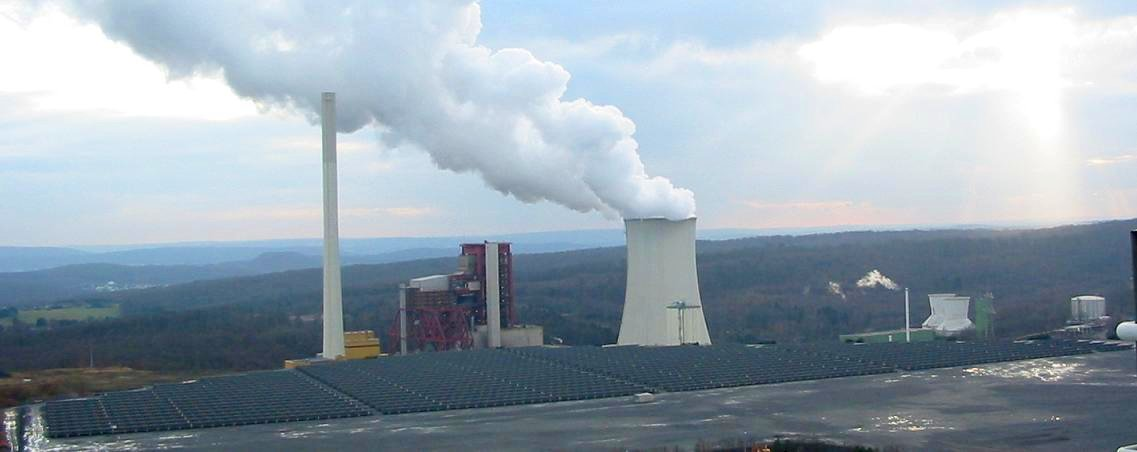
Centrală solară în Göttelborn

Centralele de producere a energiei electrice pe bază de panouri solare câștigă teren.
Centrala solară din Atzenhof suburbie a orașului Fürth/Germania produce 1 MW energie electrică cu ajutorul a 144 panouri solare ce acoperă o fostă haldă de deșeuri menajere.
Centrala solară din Quierschied suburbie a orașului Göttelborn /Germania construită pe o suprafață de 165000 mp în 2004/2005 produce 7,4 MW energie electrică utilizând panouri solare.
Actualmente cea mai mare centrală solară se află în Pocking/ Bavaria compusă din 57912 panouri solare de înaltă performanță cu o putere de 10 MW.
În Shinan/Coreea de Sud a început construirea unei mari centrale solare cu o putere instalată de 20 MW, producție anuală estimată la 27000 MWh ce va acoperi cu 109000 panouri solare o suprafață egală cu cea a 80 de terenuri de fotbal.
În Brandis/Saxonia/Germania a început construirea celei mai mari centrale solare având o putere de 40 MW, pe un teren al unei foste baze militare, acoperindu-se o suprafață egală cu a 200 terenuri de fotbal cu 550.000 panouri solare din film subțire. Se preconizează ca în primul an de funcționare să se recupereze integral cheltuielile de construcție care se estimează a costa cu 20%-40% mai puțin decât prețul comercial. 